# A107 (route russe)
La Route A107 ou Petit périphérique de Moscou (russe : Московское малое кольцо) est une route périphérique de 335 km de long entourant Moscou en Russie.